# イタキ島
イタキ島（イタキとう、現代ギリシャ語: Ιθάκη、ギリシア語ラテン翻字: Ithaki）は、イオニア海に所在するギリシャ領の島で、地理的・行政的なイオニア諸島に属する。イタカ島（英語: Ithaca あるいは Ithaka）、イタケ島もしくはイタケー島（古代ギリシア語: Ἰθάκη、古代ギリシア語ラテン翻字: Ithákē）とも呼ばれる。
ホメーロス『オデュッセイア』では英雄オデュッセウスの故郷として「イタケー島」 (Homer's Ithaca) が登場するが、現在のイタキ島と同一であるかどうかには諸説ある。

## 名称
イタキという名前の起源については、以下のようにさまざまな説がある。
- イタコス（Ithacos）ギリシア神話の英雄。
- ギリシャ語のithy。「陽気な」という意味。
- ギリシャ語のithys。「まっすぐな」という意味。（もしくは隠喩。英: just or true。en:A Greek-English Lexicon）
- フェニキア語のutica。「植民地」の意味。

イタキという名前は古代からずっと変わらないが、いろいろな時代の文献で、別の名前で呼ばれている。
- Nerikii（紀元前7世紀）
- Val di Compare（最高の人間の谷）、Piccola Cephallonia（小ケファロニア）、Anticephallonia（反ケファロニア） - ヴェネツィア共和国による統治が始まるまでの中世
- Ithaki nisos、Thrakoniso、Thakou、Thiakou - 東ローマ帝国統治時代。
- Fiaki - オスマン帝国（トルコ）統治時代。
- Teaki - ヴェネツィア統治時代。
- Thiaki -  ヴェネツィア統治時代前、水夫たちがそう呼んだ。住民が使っていた名前の名残り。

## 地理

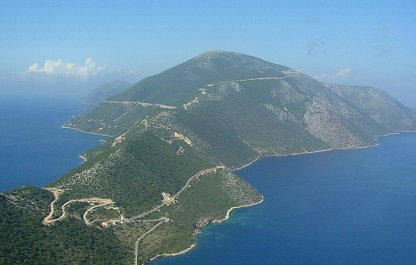
イタキ島の北部

島の西側にある海峡はイタキ海峡（Στενό Ιθάκης）と呼ばれている。最西端のExogi岬など岬がある。北西にAfales湾、北にFrikes湾とKioni湾、南にOrmos湾とSarakiniko湾がある。最も高い山はNirito山で標高806 m、続いてMerovigli山の標高669 m。
隔離島（または救世主島）が港にある。救世主教会と古い刑務所跡もある。

## 歴史
イタキ島に最初に人が住み着いたのは新石器時代後期（紀元前4000年 - 紀元前3000年）である。住民たちの出自はわかっていないが、建物、壁、道路の跡から、古代ギリシア時代初期（紀元前3000年 - 紀元前2000年）まで、生活が続けられていたことはわかっている。前＝ミケーネ文明時代（紀元前2000年 - 紀元前1500年）には、住民の何人かが島の南部に移住した。発掘された建物や壁は当時の生活様式が原始的なままだったことを示している。

### ミケーネ文明時代
ミケーネ文明の時代（紀元前1500年〜紀元前1100年）、イタキ島の古代文明は最盛期を迎えた。イタキ島は周囲の島々を従えたケファロニア国の首都となり、当時の最も強力な国の1つと呼ばれた。イタキ人は地中海の遙か遠くまで勇敢に遠征する、すぐれた航海者・冒険者とみなされた。
ホメロスの叙事詩『イーリアス』と『オデュッセイア』は青銅器時代のイタキにいくらかの光を照らすかも知れない。この2つの詩は一般に紀元前8世紀から紀元前6世紀の間に作られたと言われるが、ベースになっているのは古い神話や詩的な伝承である。英雄オデュッセウスの描写、およびオデュッセウスがイタキや周囲の島々、本土を統治していたことは、当時の政治地理学の記憶を残していたのかも知れない。
しかし、ミケーネ文明が終わって以降、イタキの影響力は衰退し、近隣の大きな島の支配下に入った。

### ヘレニズム時代
古代ギリシアの全盛期（紀元前800年 - 紀元前180年）、コリントス人はこの小さく不毛の島を放置した。島の北部と南部で自立した組織だった生活が続けられた。南部では、アエトス地域にAlalcomenaeという町が作られた。歴史的に重要な価値を持つ、この時代の遺物がたくさん発掘されていて、その中にはイタキの名やオデュッセウスの絵を刻んだコインがあり、島が自治されていたことを示している。
紀元前2世紀にイタキ島はローマ帝国に占領され、その後、東ローマ帝国の一部となった。12世紀から13世紀にかけては、ノルマン人がイタキ島を統治した。
時代や征服者たち、周囲の状況で、島の人口は増減した。ヴェネツィア共和国の時代まではっきりした記録はないものの、ミケーネ文明の時代から東ローマ帝国の時代まで、住民の数は数千人で、その大部分は北部に住んでいたと信じられている。中世の間、人口が減少したのは、海賊の侵略の連続によるもので、そのせいで住民たちは山間部に居住区を作って住むことを余儀なくされた。

### オスマン帝国時代
1479年、オスマン帝国軍がイタキ島にやってきた。多くの住民はトルコ人を恐れて、島から脱出した。残った人々は海賊を避けて山に隠れ住む人たちで、海賊はイタキ島の湾と、ケファロニア島との間の海峡を支配していた。それからの5年間、トルコ人とヴェネツィア人は島々の所有について外交交渉を重ね、最終的にトルコが所有権を得た（1484年〜1499年）。しかしヴェネツィアはイオニア諸島に未練があり、艦隊を組織し、力を増したところで、1499年、トルコの戦争を開始し、ヴェネツィア・スペイン連合艦隊がイタキ島やその他の島々を包囲した。戦争はヴェネツィア・スペイン連合艦隊の圧勝に終わり、1500年、ヴェネツィアはイオニア諸島を支配した。1503年に結ばれた条約では、イタキ、ケファロニア、ザキントス島（en:Zakynthos）はヴェネツィアの、レフカダ島（en:Lefkada）はトルコのものとなった。

### フランス時代
フランス革命の数年後、1797年、カンポ・フォルミオ条約を受けて、イオニア地域はフランス第一共和政の支配下に入った。イタキ、ケファロニア、レフカダ島およびギリシャ本土の一部はフランス領イタキ県となり、イタキ島はその名目上の県庁所在地となった（ただし知事公舎はケファロニアのアルゴストリに置かれた）。
住民は行政・司法の管理に気をつけるフランス人を歓迎したが、その後、課せられた重税が住民の不満を引き起こした。この期間は短かったが、新しい制度・社会構造の概念は島の住民に大きな影響を与えた。1798年の終わり、島の所有権は当時同盟関係にあったロシアとトルコに譲渡された。1800年、イオニア諸島はイオニア七島連邦国となり、ケルキラ島（コルフ島。en:Corfu）のケルキラがその首都になった。政府の形態は、イタキ島の1人を含む、14人のメンバーから成る議会民主制だった。
黒海の港まで貨物を運ぶ許可を得て、イタキ船団は繁盛した。1807年、トルコの同意を受けて、イオニア諸島は再びフランスの統治下に入った。フランスはただちにイギリス艦隊に対抗する準備を始め、ヴァシー（Vathy）に要塞を築いた。1809年、そのイギリスによってイタキ島は解放されたが、その要塞は、後にギリシャがトルコと戦う時に役に立ったと指摘されている。1815年のパリ条約でイタキ島は、イギリスの保護国であるイオニア諸島合衆国の州となった。
1821年のギリシャ革命時、イタキ島の重要人物たちはフィリキ・エテリアに参加した。これは革命を援助し、ギリシャ兵たちの避難所となった秘密組織である。さらに付け加えるなら、メソロンギが包囲されている間のイタキ人の参加、黒海とドナウ川でのオスマン帝国海軍との海戦も重要である。
1864年のロンドン条約（en:Treaty of London (1864)）で、イタキ島は他の島と一緒に英国びいきのゲオルギオス1世への感謝の証としてイギリスからギリシャ王国に割譲された。

### 現代のイタキ
1953年の地震でイタキ島の建築物のほとんどが倒壊した。1970年代に、カラモス島（en:Kalamos Island）がイタキの行政区から離れて、レフカダの行政区に組み入れられた。

## 行政区画

### イタキ県
イタキ県（ギリシア語: Περιφερειακή ενότητα Ιθάκης）は、イオニア諸島地方に属する行政区（ペリフェリアキ・エノティタ）である。カリクラティス改革（2011年1月施行）によって旧ケファリニア県からイタキ市がイタキ県として分離した。イタキ県はイタキ市1市のみからなる。

### 自治体（ディモス）
イタキ市（ギリシア語: Δήμος Ιθάκης）は、イオニア諸島地方イタキ県に属する基礎自治体（ディモス）である。イタキ島と周辺の島々をその市域とする。
- 旧ケファリニア県の旧自治体（1999年 - 2010年）
- イタキ県/市（2011年から）

## 文化・観光・施設
2022年に洞窟、シンクホール、地下河川などのカルスト地形の宝庫として隣のケファロニア島と共にユネスコ世界ジオパークに登録されている。

### オデュッセウスの故郷の可能性

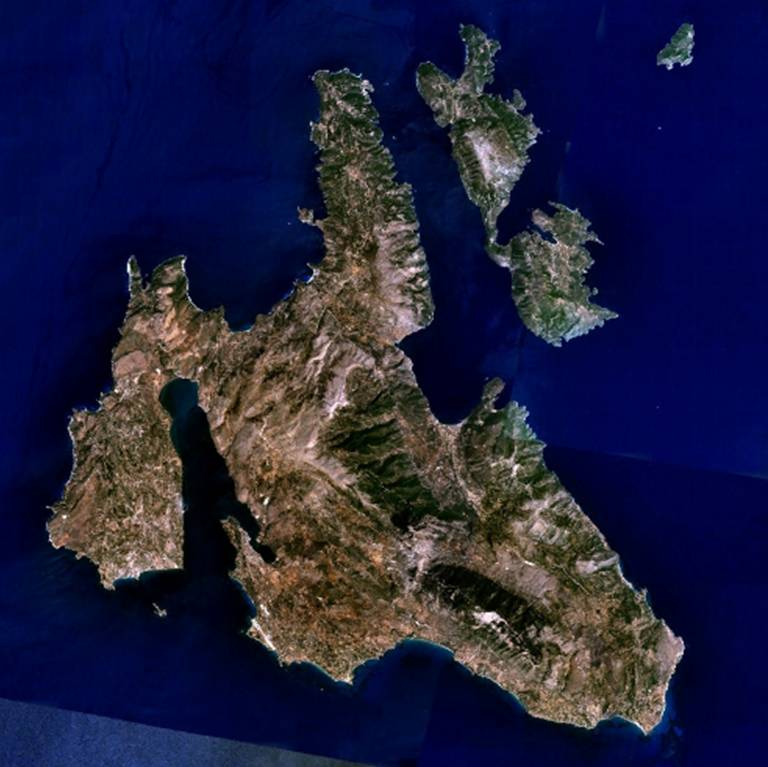
大きな島がケファロニアで、その北東にあるのがイタキ島（NASAの衛星写真）

古代の時代から、イタキ島はオデュッセウスの故郷だとされてきた。ホメロスの『オデュッセイア』にイタカ島（明確な使い分けではないが、わかりやすいよう、ホメロスのイタキ島をギリシア神話関連でよく使われるこの名称で表記する）についての記述があるが、その描写は現代のイタキ島の地形と合っていないという指摘が時々されてきた。要点は3つ。第1に、イタカ島は「低い」（χθαμαλὴ）となっているが（13.25）、イタキ島は山が多い。第2に「この海から出て最も遠く、日没の方に」（πανυπερτάτη εἰν ἁλὶ ... πρὸς ζόφον）という記述は（13.25 - 26）、一般にはイタカ島は最も西のはずれにある島だと解釈されているが、イタキ島の西にはケファロニア島がある。第3に、ホメロスが名前を挙げているドゥリキオン島とサメ島（13.24）に符合する現代の島が不明である。
1世紀のギリシアの地理学者ストラボンは、ホメロスのイタカ島は現代のイタキ島だと書いた。それ以前の著作家たちの意見に従って、ストラボンは、「低い」とは「本土に近い」、「この海から出て最も遠く、日没の方に」とは「すべての中で一番北に遠い」という意味に解釈し、サメ島については現代のケファロニア島で、ドゥリキオン島は当時エキナデス諸島（en:Echinades）として知られる島の1つだろうとした。確かにイタキ島はケファロニア、ザキントス島やエキナデス諸島より北にある。
ストラボンの解釈は一般の支持を得ることはなかった。それでも、古代ギリシア・ローマ時代には、当時イタキと呼ばれていた島がオデュッセウスの故郷であると広く考えられてきた。ヘレニズム時代になると、たとえば、アイオロスの島はリーパリ島であるとか、ホメロスの作品に出てくる場所の特定が行われたが、まともに受け止める者はおらず、古代の旅行者業者の創作と見なされた。ここ2、3世紀になって、何人かの学者たちがホメロスのイタカ島は現代のイタキ島ではなく、別の島だと主張しだした。おそらくその中で最も知られているのは、ヴィルヘルム・デルプフェルトの、ホメロスのイタカ島は近くにあるレフカダ島だという説である。ケファロニア島西部のパリキ半島（en:Paliki, Παλική）という推理もある。この説はこれまでにも何度か言われてきて、最近では、ロバート・ビトルストンがその著書『Odysseus Unbound』（en:Odysseus Unbound）の中で、『オデュッセイア』が書かれた時代には、パリキは島で、ケファロニア島との間に狭い海峡があったと主張した。
イタキ島が昔からイタキ島だったのは、コインにその文字が刻まれていることからも明らかで、そのコインにはオデュッセウスの肖像画が描かれていることも多い。紀元前3世紀の銘には、地元にあったオデュッセウスの英雄聖地と、Odysseiaと呼ばれる競技会のことが言及されている。また、イタキ島の「School of Homer」と呼ばれる考古学遺跡は、レフカダ＝ケファロニア＝イタキ・トライアングルの中で、通常国王の施設のそばにある線文字Bが発見された唯一の場所である。

## イタキ島出身の著名人
- オディセウス・アンドルツォス（en:Odysseas Androutsos、1788年 - 1825年）ギリシア独立戦争の英雄。
- Lorentzos Mavilis（de:Lorenzo Mavilis、1860年 - 1912年11月28日）学者、詩人、議員、自由の戦士。
- Anthony JJ Lucas（en:Anthony JJ Lucas、1862年 - 1946年）オーストリア系ギリシャ人の実業家。
- Marino Lucas（en:Marino Lucas、1869年 - 1931年）オーストリア系ギリシャ人の実業家。Anthony JJ Lucasの弟。
- イオアニス・メタクサス（1871年 – 1941年）ギリシャの首相、軍人。

## 読書案内
- Bittlestone, Robert; James Diggle and John Underhill (2005). Odysseus Unbound website Odysseus Unbound: The Search for Homer’s Ithaca. Cambridge, UK: Cambridge University Press. ISBN 0-521-85357-5

- Tzakos, Christos I.. Ithaca and Homer: The Truth, The Advocacy of the Case. Translator: Geoffrey Cox